# Mats Hummels
Mats Julian Hummels (Bergisch Gladbach, 16 de dezembro de 1988) é um ex-futebolista alemão que atuava como zagueiro.

## Clubes

### Bayern de Munique
Hummels iniciou no futebol nas categorias de base do Bayern de Munique quando tinha seis anos de idade. Estreou como jogador profissional do clube em 19 de maio de 2007 em partida contra o Mainz 05.

### Borussia Dortmund
Em janeiro de 2008 foi emprestado ao Borussia Dortmund e logo ganhou a posição de titular, fazendo dupla defensiva com o recém contratado Neven Subotić, mas ficou de fora de alguns jogos do final daquela temporada por consequência de uma lesão. Em fevereiro de 2009 o clube o adquiriu em definitivo por quatro temporadas por €4 milhões.
Na temporada de 2010–11 o Borussia terminou como campeão, com grande destaque para Hummels, que junto com o companheiro Neven Subotić colaborou para o time terminar o campeonato como a melhor defesa da temporada.
O Borussia voltou a ser campeão na temporada 2011–2012 estabelecendo o recorde de maior numero de pontos conquistados em uma temporada da Bundesliga com 81 pontos, recorde que foi quebrado na temporada seguinte pelo Bayern. No dia 13 de julho de 2012, Hummels assinou um contrato com o Borussia até o verão europeu de 2017.
Hummels foi fundamental na campanha do Dortmund que chegou a final da UEFA Champions League 2012–13 eliminando times como Shakhtar Donetsk, Málaga e Real Madrid, mas terminou como vice-campeão, perdendo a partida final para o Bayern de Munique por 2–1.
Tornou-se capitão da equipe no início da temporada 2014–15.

### Retorno ao Bayern de Munique

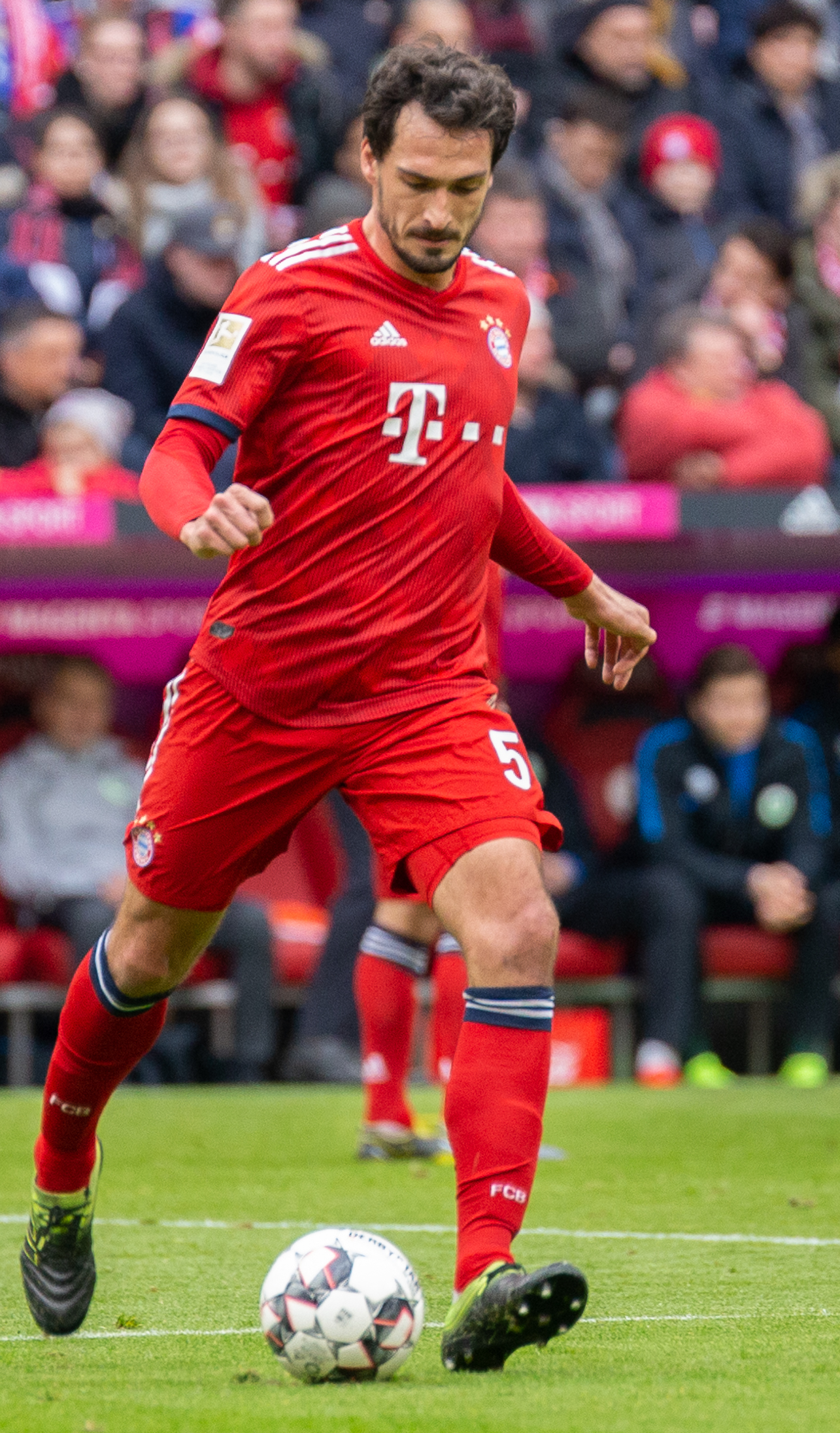
Hummels, pelo Bayern de Munique, em 2019.

Em 23 de maio de 2016 retornou ao Bayern de Munique assinando um vínculo por cinco temporadas.

### Retorno ao Borussia Dortmund
Em junho de 2019, Hummels deixou o Bayern e acertou sua volta ao Borussia Dortmund. O zagueiro foi contratado pelo valor de 38 milhões de euros.
No dia 14 de junho de 2024, o clube anunciou sua saída, após alguns desentendimentos com o treinador, o clima em Dortmund ficou insustentável,. Ele terminou sua última temporada com o Borussia Dortmund na temporada 2023/2024, com 40 jogos, 4 gols e 1 assistência, além de ser Vice-campeão da Champions League 2023–24. Pelo Borussia Dortmund, Hummels disputou 508 partidas em duas passagens, marcou 38 gols e contribuiu com 23 assistências. No clube Aurinegro, o defensor venceu por duas vezes a Bundesliga, duas vezes a Copa da Alemanha, e em três oportunidades a Supercopa Alemã.

### Roma
Em setembro de 2024, a Roma anunciou a contratação de Hummels, que assinou um contrato válido por uma temporada.

### Aposentadoria
No dia 4 de abril de 2025, Hummels anunciou oficialmente a sua aposentadoria do futebol via suas redes sociais.

## Seleção Alemã
Hummels foi chamado pela Seleção Alemã para o Campeonato Europeu de Futebol Sub-21 de 2009 que terminou com os alemães como campeões vencendo por 4-0 a Seleção Inglesa, o time alemão também contava com Manuel Neuer, Jérôme Boateng e Mesut Özil.
Ele fez sua estreia pelo time principal no dia 13 de maio de 2010 em um amistoso contra Malta. Ele entrou no segundo tempo substituindo Serdar Taşçı, e ajudou na vitória por 3-0.

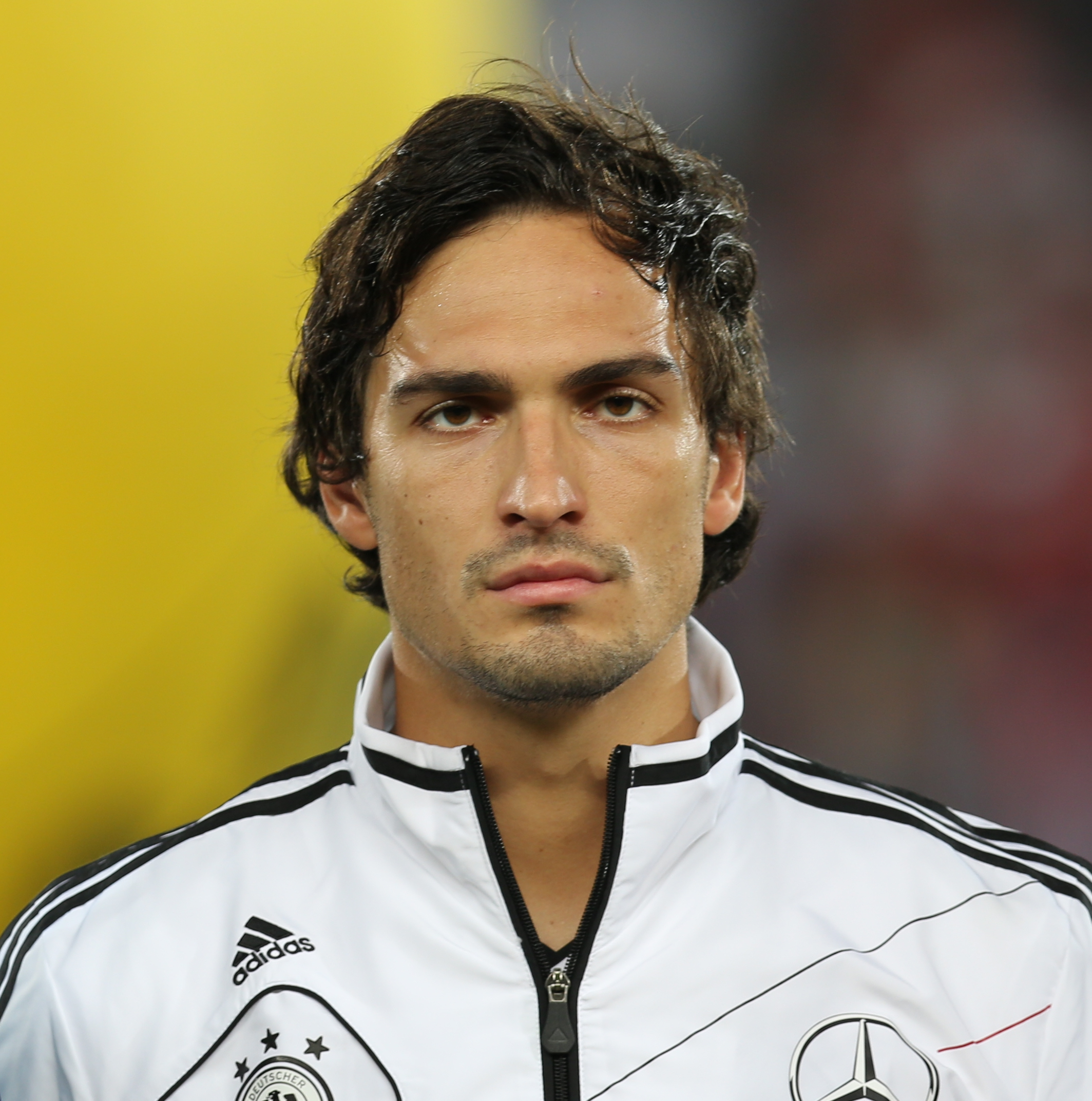
Hummels, pela Seleção Alemã, em 2012.

Hummels jogou por completo todos os jogos da Alemanha durante a campanha do time na Euro 2012, que terminou com a eliminação na semifinal diante da Itália.

### Copa do Mundo de 2014
Foi convocado para disputar a Copa do Mundo FIFA de 2014, na qual se sagrou tetracampeão mundial. Hummels foi um dos destaques alemães no título mundial. Durante o Mundial jogou seis das sete partidas da Alemanha na competição, exceto contra a Argélia pelas oitavas de final por suspensão, e marcou dois gols. O primeiro foi sobre Portugal por 4-0 e o segundo, e único da partida, que garantiu a classificação para a semifinal sobre a França.

### Copa do Mundo de 2018
Com a seleção sendo a última colocada em seu grupo na Copa do Mundo de 2018, Hummels atuou  em duas das três partidas: nas derrotas contra o México e Coreia do Sul.

### Dispensado
Em 5 de março de 2019 antes de divulgar uma nova convocatória, o treinador Joachin Löw anunciou por meio da Federação Alemã, que para abrir espaço para jogadores mais jovens, Hummels, Jerome Boateng e Thomas Müller não seriam mais convocados.
Em seu perfil no Twitter Hummels lamentou e não compreendeu a decisão do treinador.

### Retorno
Posteriormente, no dia 19 de maio de 2021, retornou, junto a Thomas Müller, para a disputa da Eurocopa de 2020.

## Vida pessoal

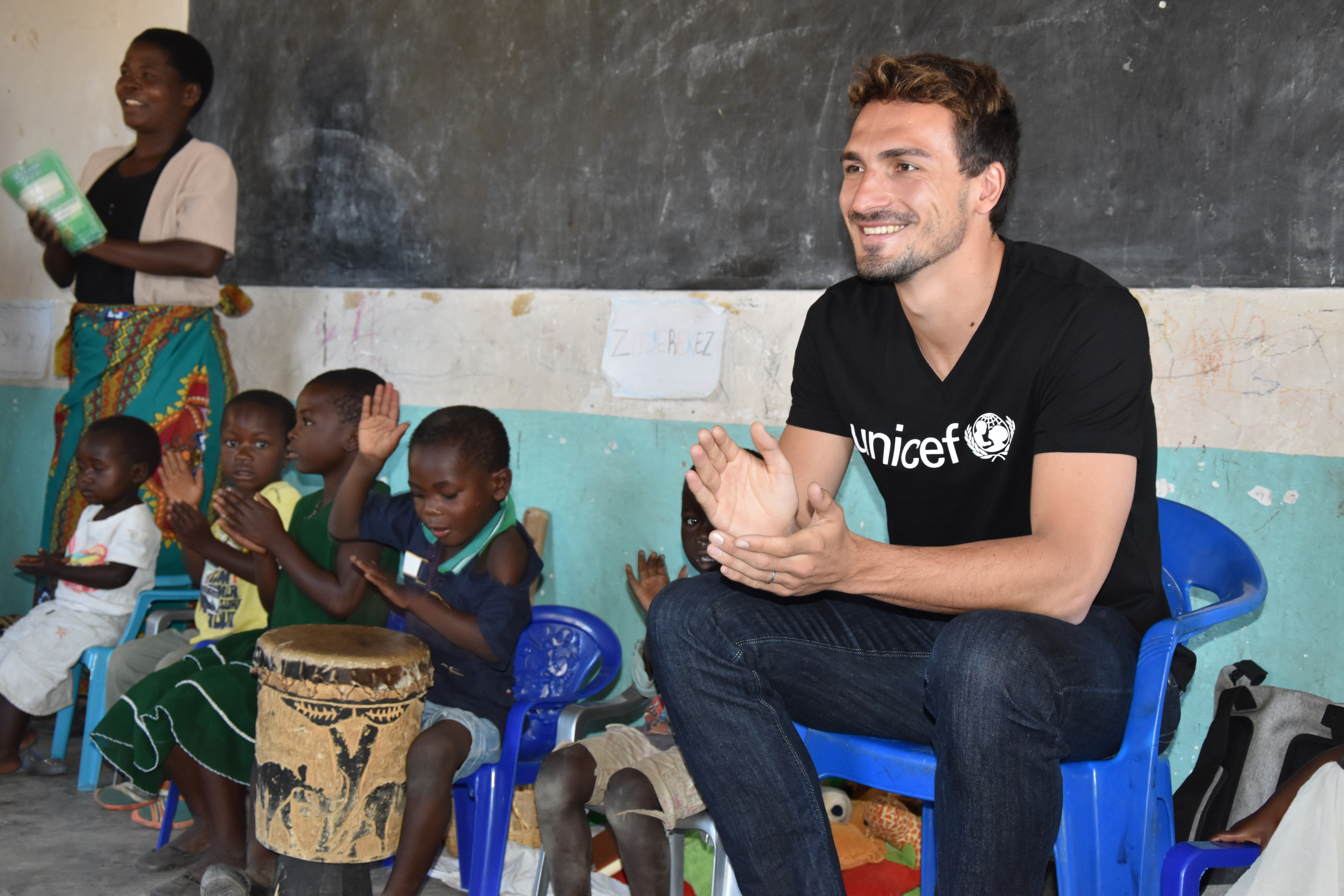
Mats Hummels, em 2017.

A família de Hummels é ligada ao futebol: o pai Hermann foi um coordenador das equipes de jovens do Bayern de Munique, cargo que ocupou até 2012. A mãe Ulla Holthoff é uma conhecida jornalista esportiva no país, e o irmão Jonas também é futebolista e já atuou pelo SpVgg Unterhaching em ligas menores. Casou-se em 15 de junho de 2015 com sua namorada de longa data Cathy Fischer. Em janeiro de 2018 nasceu o primeiro filho do casal.
Em agosto de 2017, junta-se ao projeto Common Goal (iniciativa de Juan Mata), sendo o segundo jogador de futebol a doar 1% do seu salário para um fundo coletivo que apoiará as organizações de futebol como uma ferramenta para gerar desenvolvimento social sustentável ao longo de todo o mundo.

## Títulos
Borussia Dortmund
- Campeonato Alemão: 2010–11, 2011–12
- Copa da Alemanha: 2011–12, 2020–21[26]
- Supercopa da Alemanha: 2008, 2013

Bayern Munique
- Bundesliga: 2016–17, 2017–18, 2018–19
- Copa da Alemanha: 2018–19
- Supercopa da Alemanha: 2016, 2017, 2018

Seleção Alemã
- Copa do Mundo FIFA: 2014

Seleção Alemã Sub-21
- Eurocopa Sub-21: 2009

### Prêmios individuais
- Time do ano pela ESM: 2010–11, 2011–12
- 45º melhor jogador do ano de 2012 (The Guardian)[27]
- All-Star Team da Copa do Mundo FIFA: 2014
- 51º melhor jogador do ano de 2016 (The Guardian)[28]
- Equipe da Temporada da Bundesliga: 2012–13, 2013–14, 2015–16, 2016–17, 2017–18, 2020–21
- Equipe da Temporada da Bundesliga pela Kicker: 2009–10, 2010–11, 2011–12, 2013–14, 2015–16, 2017–18, 2019–20
- Equipe Ideal da Liga Europa da UEFA: 2015–16
- Equipe Ideal da Liga dos Campeões da UEFA: 2023–24[29]